# Clavicordi

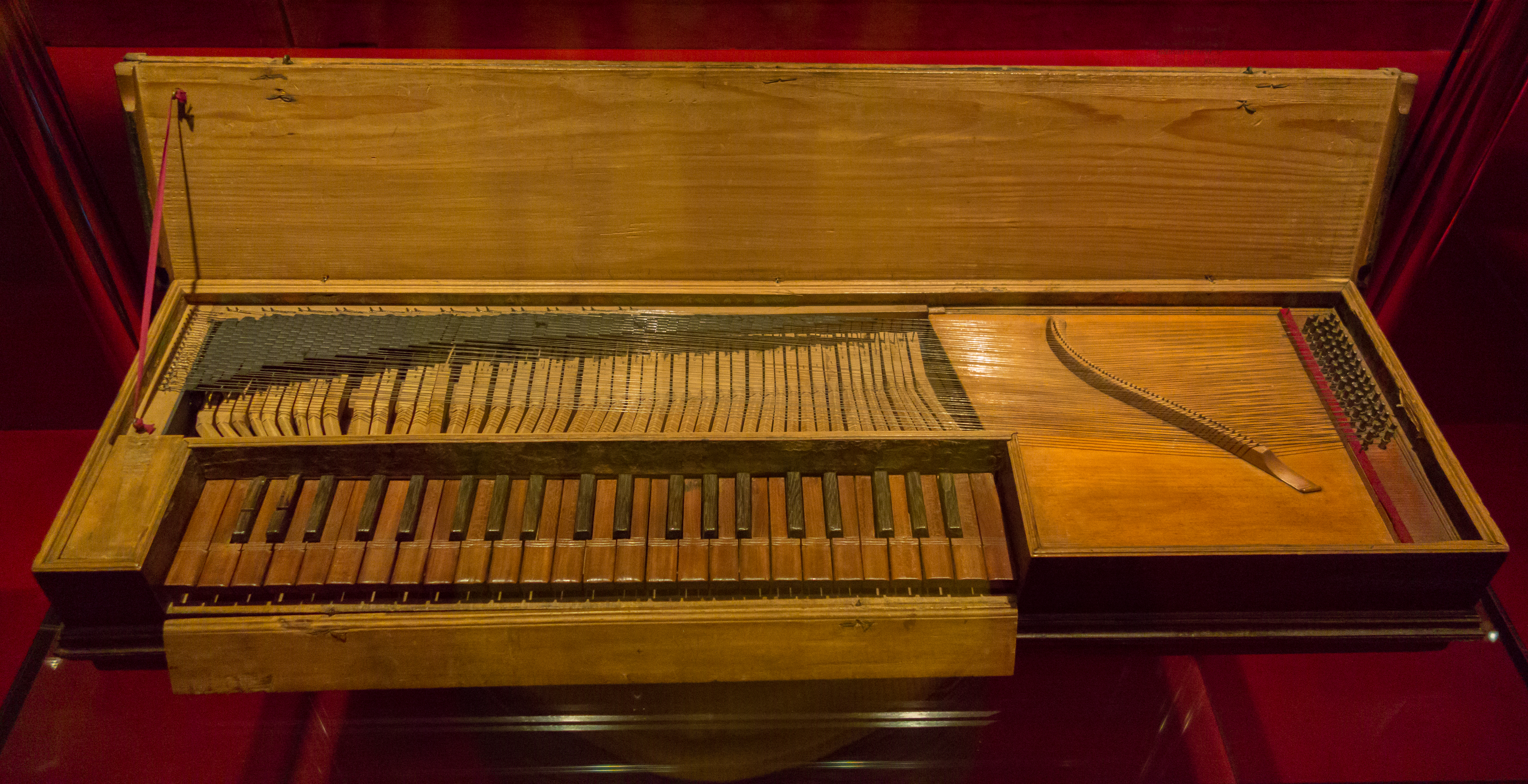
Clavicordi atribuït al constructor Johann Christ Haazer, St. Petri in BudiBin, any 1728, MDMB 466, al fons del Museu de la Música de Barcelona

El clavicordi, monocord o monocordi és un instrument musical europeu de teclat, de corda percudida, amb el so molt feble. Cal no confondre aquest instrument amb el clavicèmbal o clavecí, l'espineta o el virginal.
Les tecles del clavicordi són simples palanques que quan es toquen percudeixen la corda amb una petita pua de metall que té inserida a l'altre extrem. Aquesta pua determina la llargada de la corda en dividir-ne la longitud. La longitud entre el pont i la pua determina l'altura o freqüència del so.
Hi ha la possibilitat que l'intèrpret faci un petit vibrato per mitjà d'un efecte amb el dit (anomenat bebung, en alemany): consisteix a fer variar la força amb què es manté premuda la tecla mentre la pua fa contacte amb la corda. Quan la pua abandona la corda, aquesta deixa de sonar i té una corba d'extinció ràpida.
El clavicordi presenta resposta al tacte: segons la força de l'atac, varia la intensitat del so, encara que aquesta sempre sigui dèbil. A partir del mecanisme del clavicordi, que permet tocar amb diferents intensitats entre piano (fluix) i el forte (fort), al voltant de 1700, Bartolomeo Cristofori va crear a Florència el pianoforte (que aviat va originar l'actual piano), el qual va fer que caiguessin en desús els seus dos antecessors, el clavicordi i el clavicèmbal.
A Barcelona antigament va haver-hi un taller dissenyador de clavicordis anomenat Manuel Bordas. Alguns clavicordistes són Maria Anna Mozart, Eileen Joyce, Charlotta Seuerling, Elizabeth de la Porte i Isolde Ahlgrimm.